# Veinticinco (El ala oeste)
 Veinticinco  es el vigésimo tercer capítulo y último de la cuarta temporada de la serie dramática El Ala Oeste.

## Argumento
Leo McGarry, junto al agente especial Ron Butterfield, se encarga de comunicarle al presidente el secuestro de su hija. La movilización es máxima, y el país se encuentra en alerta total, cerrándose los principales nudos de comunicaciones de Washington D.C. La familia Bartlet sufre con el secuestro de Zoey: Abbey Bartlet es sedada tras estar a punto de implorar clemencia en rueda de prensa. Es frenada por C.J. y Amy Gardner.
Por su parte, el presidente duda sobre su habilidad para tomar las mejores decisiones. Tobby tiene gemelos y va a visitarlos al hospital. Y se da cuenta del amor que tiene por sus hijos, y de los que podría hacer si les hiciesen daño. Él y el resto de asesores del presidente empiezan a medir las implicaciones que el secuestro tiene sobre sus trabajos y el país en general.
Finalmente, Bartlet reconoce que no puede actuar como presidente al no poder realizar juicios imparciales. Renuncia temporalmente a la Presidencia con la 25ª Enmienda. Debido a que no hay vicepresidente, el portavoz de la mayoría republicana, Glen Allen Walken (John Goodman) se convierte en el presidente en funciones.

## Curiosidades
- Timothy Lenz, profesor asociado de Ciencias Políticas de la Universidad Atlántica de Florida, declaró que el argumento de este episodio y su tratamiento eran ideales como final de temporada.[1]

## Premios
- Christopher Misiano: ganador del premio al Mejor Director de Serie Dramática en los Premios Emmy.[1]
- Martin Sheen: nominado al premio como mejor actor protagonista de Serie Dramática en los Premios Emmy.
- John Spencer: nominado al premio como mejor actor secundario de Serie Dramática en los Premios Emmy.
- Stockard Channing: nominada al premio como mejor actriz secundaria de Serie Dramática en los Premios Emmy.
- Nominada a la Serie Dramática en los Premios Emmy.